# José González de Prada
José Vicente González de Prada y Falcón Calvo fue un político español. Nació en 1761 en Entrepeñas, Sanabria, Zamora. Educado en Madrid, viajó a Salta a ser cargo de contador de las Cajas Reales y visitador en Buenos Aires, Oruro y Carangas. En 1788 es nombrado contador de las Cajas Reales de Cochabamba y administrador general de Rentas, este último cargo lo ejerció por 13 años. Contador mayor del Tribunal de Cuentas de la Real Audiencia de Lima en 1791. En 1809 es designado como gobernador e intendente de Tarma en el Perú, cargo en el que se mantiene hasta 1818 aproximadamente. Durante esa época sofoca la rebelión de Huánuco. En 1820 estaba en Lima y participa de la retirada realista al Cuzco en julio de 1821. Tras la derrota de Ayacucho pasa a Cochabamba, donde muere en 1829. 
Casado en 1809 con Nicolasa Marrón Lombera y González de Quiroga en Lima, tuvo seis hijas y dos hijos.
- Datos: Q23758996